# Échelle provisoire des basses températures de 2000
L'échelle provisoire des basses températures de 2000 (en anglais Provisional Low-Temperature Scale of 2000, PLTS-2000) est un système d'étalonnage des équipements destinés à faire des mesures de très basses températures, dans l'intervalle allant de 0,9 millikelvin (0,9 mK) à 1 kelvin (1 K). Il a été adopté par le Comité international des poids et mesures en octobre 2000. Il est basé sur la pression de fusion de l'hélium 3 solide,,.
À ces températures aussi basses, la pression de fusion de l'hélium 3 varie d'environ 2,9 à presque 4,0 mégapascals (MPa). À la température d'environ 315 millikelvins, la pression atteint un minimum (2,9 MPa). Bien que cela crée l'inconvénient d'une absence de monotonie, en ce sens que deux températures différentes peuvent donner la même pression, l'échelle est par ailleurs robuste étant donné que la pression de fusion de l'hélium 3 est insensible à de nombreux facteurs expérimentaux.